# Serbiens herrlandslag i handboll
Serbiens herrlandslag i handboll representerar Serbien i handboll på herrsidan. Förbundskapten är Toni Gerona.

## Historia
Serbiens första match i en turnering var mot Tyskland i Bremen den 24 oktober 2006 i World Cup 2006.  Vid Europamästerskapet 2012 i Serbien tog man silver.